# Герстль, Эльфрида
Эльфрида Герстль (нем. Elfriede Gerstl; 16 июня 1932, Вена — 9 апреля 2009, там же) — австрийская писательница, поэтесса еврейского происхождения. Лауреат литературной премии Эриха Фрида (1999) и премии Георга Тракля.

## Биография
Родилась в семье врача-стоматолога. Жертва Холокоста. В годы Второй мировой войны вместе с матерью скрывалась от преследований нацистов, чудом избежала отправки в концентрационный лагерь.
После войны изучала медицину и психологию в Венском университете, однако закончила обучение после рождения дочери.
В 1963 году Э. Герстль переселилась в Западный Берлин, получила стипендию от Literarisches Colloquium Berlin. Проживала в Западном Берлине до 1972 года, после чего вернулась в Вену.

## Личная жизнь
В 1960 году вышла замуж за писателя и радиоредактора Джеральда Бисингера. У них родилась дочь Джудит Беллина.

## Творчество
В 1950-х годах стала заниматься литературной деятельностью. В 1955 опубликовал свою первую работу в журнале «Neue Wege» (Новые пути). В 1962 году вышел первый сборник её стихов и небольших рассказов «Gesellschaftsspiele mit mir».
Живя в Берлине, в 1968—1969 годах, написала роман «Spielräume» , который был опубликован только в 1977 году.
Э. Герстль — автор литературных произведений различных жанров, писала стихи, очерки и рассказы, в которых поднимала вопросы феминизма, гендерной политики. Несмотря на трагический опыт своей жизни, до конца жизни не потеряла способности писать в легкой и остроумной манере. По словам австрийского министра культуры Клаудии Шмид, Э. Герстль внесла важный вклад в развитие немецкоязычной литературы.
Дружила с австрийской романисткой, лауреатом Нобелевской премии 2004 года по литературе Эльфридой Елинек, является автором её литературной биографии.

## Избранная библиография
- Gesellschaftsspiele mit mir. 1962.
- Berechtige Fragen. 1973.
- Spielräume. 1977.
- Narren und Funktionäre. 1980.
- Wiener Mischung. 1982.
- Eine frau ist eine frau ist eine frau … 1985. ISBN 978-3-900478-08-7
- Vor der Ankunft. 1988.
- Ablagerungen. 1989.
- Unter einem Hut. 1993.
- Kleiderflug — Texte Textilien Wohnen. 1995
- Erweiterte Neuauflage: kleiderflug — schreiben sammeln lebensräume. 2007. ISBN 978-3-901190-44-5.
- Die fliegende Frieda. 1998.
- Alle Tage Gedichte — Schaustücke. 1999.
- neue wiener mischung. 2001.
- gemeinsam mit Herbert J. Wimmer: 2004. ISBN 3-85420-654-2
- Spazi per giocare con la mente — Spielräume. 2007. ISBN 978-88-85409-63-7
- Assortimento viennese — Wiener Mischung. 2008. ISBN 978-88-86780-69-8 и др.